# SableCC
SableCC è un generatore di parser open source in Java. È fornito con licenza GNU Lesser General Public License.
SableCC include le seguenti caratteristiche:
- Automa a stati finiti deterministico un lexer basato su (DFA) con pieno supporto all'Unicode e agli stati lessicali.
- Sintassi Backus-Naur Form estesa. (Supporta gli operatori *, ? e +).
- LALR(1) based parsers.
- Generazione automatica di alberi astratti di sintassi fortemente tipati.
- Generazione automatica delle classi del tree-walker, per lo scorrimento dell'albero.